# Fourgon

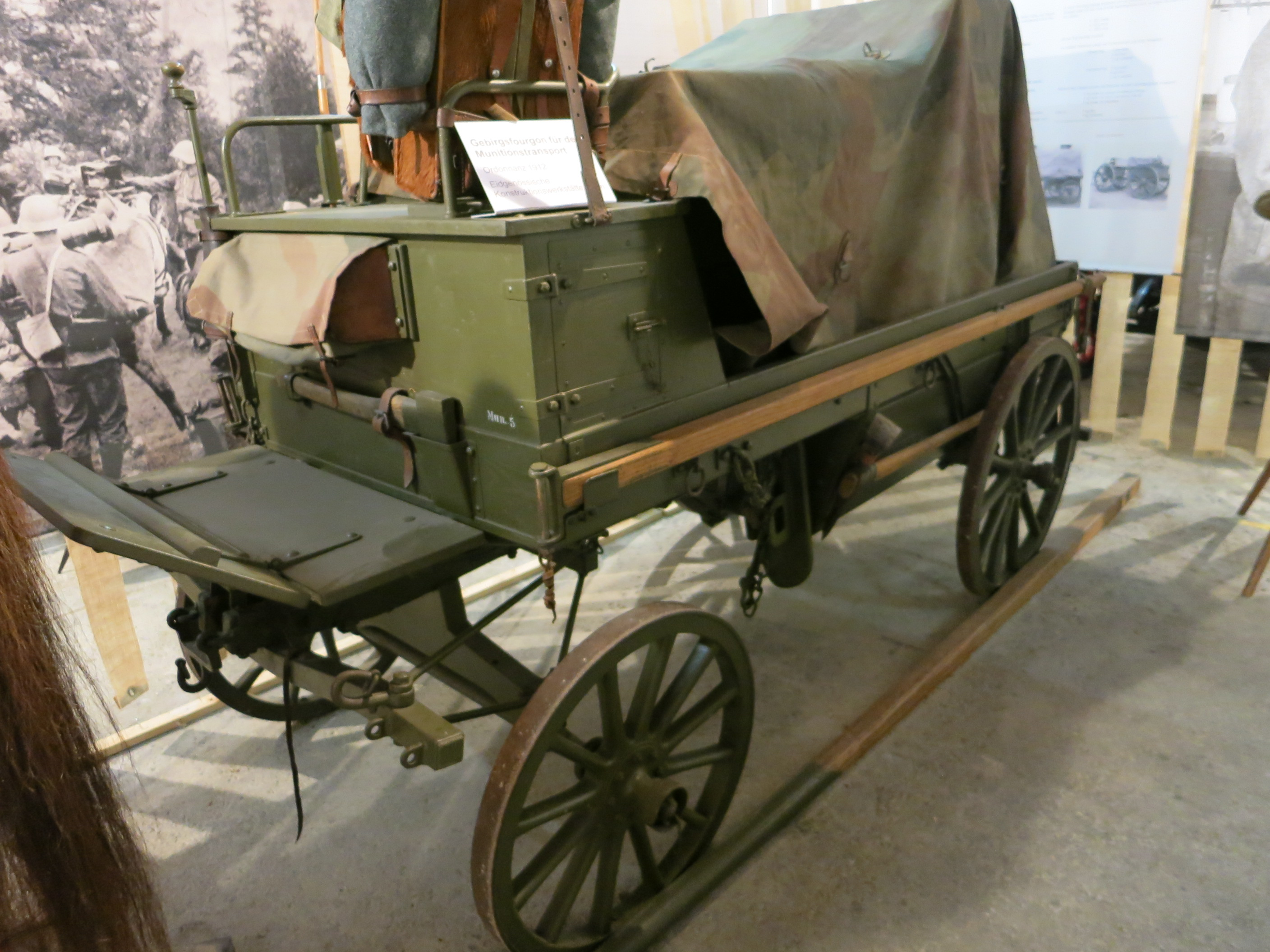
Gebirgsfourgon für den Munitionstransport von 1912

Als Fourgon wird in der Schweiz ein von Pferden gezogenes Fuhrwerk für den Gütertransport bezeichnet. Der Begriff stammt aus dem Französischen und wurde vor allem bei der Schweizer Armee verwendet. Er wird auch für Motorfahrzeuge (Fourgonette, Van) und Eisenbahnwagen (Gepäckwagen, Gepäcktriebwagen) verwendet.
Bis in die 1950er Jahre beruhten die Transportmittel der Schweizer Armee hauptsächlich auf von Pferden gezogenen Fuhrwerken, die Fourgons genannt wurden. Die Fourgons wurden für alle möglichen Zwecke speziell konstruiert. Seit 1864 wurden sie vor allem von der Eidgenössischen Konstruktionswerkstätte (K+W) in Thun hergestellt. 
Es gab Fourgons für den Transport von Gepäck, Munition, Waffen, Geschütze, Pontons, Generatoren, Scheinwerfer usw. Sie wurden als Ambulanzfourgon, Brieftaubenfourgons, Gebirgsfourgon, Feldküche-Fourgon («Gulaschkanone»), Funker-Fourgon usw. bezeichnet.
Mit der Motorisierung wurde der Begriff Fourgon auch auf Strassenfahrzeuge übertragen («Mowag Fourgon PTT», «Saurer 3CT1D fourgon»).
Die von der Stiftung HAM betreute «Sammlung des Historischen Armeematerials» besitzt über 150 holzgefertigte Fourgons am Standort Burgdorf BE, die aufwändig restauriert und konserviert werden.